# ベリンダ・ベンチッチ
ベリンダ・ベンチッチ（Belinda Bencic, 1997年3月10日 - ）は、スイス・フラヴィル出身の女子プロテニス選手。これまでにWTAツアーでシングルス9勝、ダブルス2勝を挙げている。右利き、バックハンド・ストロークは両手打ち。WTAランキング自己最高位はシングルス4位、ダブルス59位。

## 来歴
ベンチッチは4歳でテニスを始める。マルチナ・ヒンギスの母親であるメラニー・モリターの指導を受けていて、2012年よりフェドカップにスイス代表として出場している。
2013年全仏オープンと2013年ウィンブルドン選手権のジュニア女子シングルスで優勝し、9月の東レ・パンパシフィック・オープンでは主催者推薦で出場し、1回戦でダリア・ガブリロワを 6-2, 5-7, 7-5 で破り、2回戦で優勝したペトラ・クビトバに 5-7, 4-6 で敗れた。10月のHPオープンでは予選を突破し、2回戦でサマンサ・ストーサーに 4-6, 2-6 で敗れた。
2014年全豪オープンで初めてシニアの4大大会に出場した。予選を勝ち上がり1回戦では27歳年上のクルム伊達公子と対戦し 6-4, 4-6, 6-3 で勝利した。2回戦では優勝した李娜に 0-6, 6-7 で敗れた。4月のファミリー・サークル・カップでは予選から勝ち上がり、準々決勝でサラ・エラニを 4-6, 6-2, 6-1 で破りベスト4に進出した。準決勝ではヤナ・チェペロバに 4-6, 7-5, 6-7(7) で敗れたが大会後のランキングで91位になりトップ100入りを果たした。
全米オープンでは2回戦で第31シードの奈良くるみを 6-4, 4-6, 6-1 、3回戦で第6シードのアンゲリク・ケルバーを 6-1, 7-5 、4回戦で第10シードのエレナ・ヤンコビッチを 7-6(6), 6-3 で破り大会初出場でベスト8に進出した。準々決勝では彭帥に 2-6, 1-6 で敗れた。10月の天津オープンではツアー初の決勝に進出しアリソン・リスクに 3–6, 4–6 で敗れ準優勝となった。2014年の最終ランキングでは32位を記録しWTAアワードの年間最優秀新人賞を受賞している。
2015年は6月のエイゴン国際で、決勝でアグニエシュカ・ラドワンスカに勝利しWTAツアー初優勝を果たすと、8月のロジャース・カップでは決勝でシモナ・ハレプが途中棄権しツアー2勝目を挙げ、年間最終ランキングを13位まで上げた。
2016年は2月のサンクトペテルブルク・レディース・トロフィーでは決勝でロベルタ・ビンチに敗れて準優勝となったものの、2月15日付のランキングで9位となり、2009年のキャロライン・ウォズニアッキ以来となる10代でのトップ10入りを果たした。しかしその後は怪我で全仏オープンを欠場、復帰後も調子は上がらず年間最終ランキングは42位まで急降下してしまった。
2017年4月に左手首の手術を受けた。2018年1月のホップマンカップではロジャー・フェデラーと組み優勝している。
2019年は復活のシーズンとなった。2月のドバイ・テニス選手権でツアー4年ぶりの優勝を果たすと、その勢いでプレミアマンダトリー大会の上位に定着。全米オープンでは4回戦で、同世代で先に世界ランキング1位になった大坂なおみに勝利し5年ぶりのベスト8、準々決勝ではドナ・ベキッチに勝利しグランドスラムで初のベスト4進出を果たす。準決勝で18歳のビアンカ・アンドレースクに敗れた。クレムリン・カップでも優勝した。WTAファイナルズではラウンドロビンを2勝1敗で突破するも、準決勝で途中棄権した。
2021年12月21日、自身のツイッターで新型コロナウイルスに感染したことを明らかにする。
2023年11月3日、自身のInstagramで妊娠を発表。
夫はスロバキア出身の元プロサッカー選手で 自身の専属フィットネストレーナーであるマーティン・フロムコビッチ。
2024年4月24日、自身のInstagramで前日の23日に第一子の娘「Bella」の誕生を発表。

## WTAツアー決勝進出結果

### シングルス: 19回 (9勝10敗)
| 大会グレード                  |
| ----------------------------- |
| グランドスラム (0–0)          |
| WTAファイナルズ (0–0)         |
| WTA1000トーナメント (2–0)     |
| オリンピック (1–0)            |
| WTAエリート・トロフィー (0–0) |
| WTA500トーナメント (6–6)      |
| WTA250トーナメント (0–4)      |

| 結果   | No. | 決勝日         | 大会                 | サーフェス    | 対戦相手                         | スコア                           |
| ------ | --- | -------------- | -------------------- | ------------- | -------------------------------- | -------------------------------- |
| 準優勝 | 1.  | 2014年10月12日 | 天津                 | ハード        | アリソン・リスク                 | 3-6, 4-6                         |
| 準優勝 | 2.  | 2015年6月14日  | スヘルトーヘンボス   | 芝            | カミラ・ジョルジ                 | 5-7, 3-6                         |
| 優勝   | 1.  | 2015年6月27日  | イーストボーン       | 芝            | アグニエシュカ・ラドワンスカ     | 6-4, 4-6, 6-0                    |
| 優勝   | 2.  | 2015年8月16日  | トロント             | ハード        | シモナ・ハレプ                   | 7-6(7-5), 6-7(4-7), 3-0 途中棄権 |
| 準優勝 | 3.  | 2015年9月28日  | 東京                 | ハード        | アグニエシュカ・ラドワンスカ     | 2-6, 2-6                         |
| 準優勝 | 4.  | 2016年2月14日  | サンクトペテルブルク | ハード(室内)  | ロベルタ・ビンチ                 | 4-6, 3-6                         |
| 準優勝 | 5.  | 2018年10月20日 | ルクセンブルク       | ハード (室内) | ユリア・ゲルゲス                 | 4-6, 5-7                         |
| 優勝   | 3.  | 2019年2月24日  | ドバイ               | ハード        | ペトラ・クビトバ                 | 6-3, 1-6, 6-2                    |
| 準優勝 | 6.  | 2019年6月23日  | マヨルカ             | 芝            | ソフィア・ケニン                 | 7-6(7-2), 6-7(5-7), 4-6          |
| 優勝   | 4.  | 2019年10月20日 | モスクワ             | ハード (室内) | アナスタシア・パブリュチェンコワ | 3-6, 6-1, 6-1                    |
| 準優勝 | 7.  | 2021年2月27日  | アデレード           | ハード        | イガ・シフィオンテク             | 2-6, 2-6                         |
| 優勝   | 5.  | 2021年6月20日  | ベルリン             | 芝            | リュドミラ・サムソノワ           | 6-1, 1-6, 3-6                    |
| 優勝   | 6.  | 2021年7月31日  | 東京五輪             | ハード        | マルケタ・ボンドロウソバ         | 7-5, 2-6, 6-3                    |
| 優勝   | 7.  | 2022年4月11日  | チャールストン       | クレー        | オンス・ジャバー                 | 6-1, 5-7, 6-4                    |
| 準優勝 | 8.  | 2022年6月19日  | ベルリン             | 芝            | オンス・ジャバー                 | 3-6, 1-2 途中棄権                |
| 準優勝 | 9.  | 2023年1月14日  | アデレード           | ハード        | ダリア・カサトキナ               | 6-0, 6-2                         |
| 優勝   | 8.  | 2023年2月12日  | アブダビ             | ハード        | リュドミラ・サムソノワ           | 1-6, 7-6(10-8), 6-4              |
| 準優勝 | 10. | 2023年4月10日  | チャールストン       | クレー        | オンス・ジャバー                 | 6-7(6-8), 4-6                    |
| 優勝   | 9.  | 2025年2月9日   | アブダビ             | ハード        | アシュリン・クルーガー           | 4-6, 6-1, 6-1                    |

### ダブルス: 3回 (2勝1敗)
| 結果   | No. | 決勝日       | 大会           | サーフェス | パートナー                   | 対戦相手                                    | スコア        |
| ------ | --- | ------------ | -------------- | ---------- | ---------------------------- | ------------------------------------------- | ------------- |
| 優勝   | 1.  | 2015年5月1日 | プラハ         | クレー     | カテリナ・シニャコバ         | カテリナ・ボンダレンコ エバ・ハルディノバ   | 6-2, 6-2      |
| 優勝   | 2.  | 2015年8月8日 | ワシントンD.C. | ハード     | クリスティナ・ムラデノビッチ | ララ・アルアバレナ アンドレヤ・クレパーチ   | 7-5, 7-6(9-7) |
| 準優勝 | 1.  | 2021年8月1日 | 東京五輪       | ハード     | ビクトリヤ・ゴルビッチ       | バルボラ・クレイチコバ カテリナ・シニャコバ | 5-7, 1-6      |

## 4大大会シングルス成績
略語の説明
| W | F | SF | QF | #R | RR | Q# | LQ | A | Z# | PO | G | S | B | NMS | P | NH |

W=優勝, F=準優勝, SF=ベスト4, QF=ベスト8, #R=#回戦敗退, RR=ラウンドロビン敗退, Q#=予選#回戦敗退, LQ=予選敗退, A=大会不参加, Z#=デビスカップ/BJKカップ地域ゾーン, PO=デビスカップ/BJKカッププレーオフ, G=オリンピック金メダル, S=オリンピック銀メダル, B=オリンピック銅メダル, NMS=マスターズシリーズから降格, P=開催延期, NH=開催なし.
| 大会           | 2014 | 2015 | 2016 | 2017 | 2018 | 2019 | 2020 | 2021 | 2022 | 2023 | 2024 | 2025 | 通算成績 |
| -------------- | ---- | ---- | ---- | ---- | ---- | ---- | ---- | ---- | ---- | ---- | ---- | ---- | -------- |
| 全豪オープン   | 2R   | 1R   | 4R   | 1R   | 2R   | 3R   | 3R   | 3R   | 2R   | 4R   | A    | 4R   | 18–11    |
| 全仏オープン   | 1R   | 2R   | A    | A    | 2R   | 3R   | A    | 2R   | 3R   | 1R   | A    | A    | 7–7      |
| ウィンブルドン | 3R   | 4R   | 2R   | A    | 4R   | 3R   | NH   | 1R   | 1R   | 4R   | A    | SF   | 19–9     |
| 全米オープン   | QF   | 3R   | 3R   | A    | 1R   | SF   | A    | QF   | 3R   | 4R   | A    |      | 21–8     |

※: 2019年全米オープン3回戦の不戦勝は通算成績に含まない